# Halowe Mistrzostwa Europy w Lekkoatletyce 1973 – bieg na 60 m przez płotki mężczyzn
Bieg na 60 metrów przez płotki mężczyzn – jedna z konkurencji biegowych rozgrywanych podczas halowych lekkoatletycznych mistrzostw Europy w hali Ahoy w Rotterdamie. Eliminacje, półfinały i bieg finałowy zostały rozegrane 11 marca 1973. Zwyciężył reprezentant Niemieckiej Republiki Demokratycznej Frank Siebeck. Tytułu zdobytego na poprzednich mistrzostwach nie obronił Guy Drut z Francji, który tym razem zajął 6. miejsce.

## Rezultaty

### Eliminacje
Rozegrano 4 biegi eliminacyjne, do których przystąpiło 20 biegaczy. Awans do półfinału dawało zajęcie jednego z pierwszych trzech miejsc w swoim biegu (Q).
Opracowano na podstawie materiału źródłowego.
Bieg 1
| Miejsce | Zawodnik           | Czas | Uwagi |
| ------- | ------------------ | ---- | ----- |
| 1       | Guy Drut           | 7,88 | Q     |
| 2       | Leszek Wodzyński   | 7,90 | Q     |
| 3       | Eckart Berkes      | 7,96 | Q     |
| 4       | Sergio Liani       | 7,96 |       |
| 5       | Efstratios Wasiliu | 8,25 |       |

Bieg 2
| Miejsce | Zawodnik           | Czas | Uwagi |
| ------- | ------------------ | ---- | ----- |
| 1       | Adam Galant        | 7,86 | Q     |
| 2       | Günther Nickel     | 7,86 | Q     |
| 3       | Nicolae Pertea     | 7,96 | Q     |
| 4       | Petr Čech          | 8,02 |       |
| 5       | Henk van Enkhuizen | 8,26 |       |

Bieg 3
| Miejsce | Zawodnik              | Czas | Uwagi |
| ------- | --------------------- | ---- | ----- |
| 1       | Frank Siebeck         | 7,86 | Q     |
| 2       | Vlastimil Hoferek     | 7,96 | Q     |
| 3       | Walentin Bałachniczow | 8,00 | Q     |
| 4       | Graham Gower          | 8,11 |       |
| 5       | Hubert König          | 8,25 | NR    |

Bieg 4
| Miejsce | Zawodnik           | Czas | Uwagi |
| ------- | ------------------ | ---- | ----- |
| 1       | Thomas Munkelt     | 7,87 | Q     |
| 2       | Giuseppe Buttari   | 7,88 | Q     |
| 3       | Mirosław Wodzyński | 7,89 | Q     |
| 4       | Manfred Schumann   | 8,00 |       |
| 5       | Rafael Cano        | 8,60 | NR    |

### Półfinały
Rozegrano 2 biegi półfinałowe, w których wystartowało 12 biegaczy. Awans do finału dawało zajęcie jednego z trzech pierwszych miejsc w swoim biegu (Q).
Opracowano na podstawie materiału źródłowego.
Bieg 1
| Miejsce | Zawodnik           | Czas | Uwagi |
| ------- | ------------------ | ---- | ----- |
| 1       | Frank Siebeck      | 7,69 | Q,    |
| 2       | Mirosław Wodzyński | 7,75 | Q     |
| 3       | Guy Drut           | 7,83 | Q     |
| 4       | Nicolae Pertea     | 7,96 |       |
| 5       | Eckart Berkes      | 7,98 |       |
| 6       | Vlastimil Hoferek  | 8,01 |       |

Bieg 2
| Miejsce | Zawodnik              | Czas | Uwagi |
| ------- | --------------------- | ---- | ----- |
| 1       | Adam Galant           | 7,76 | Q     |
| 2       | Leszek Wodzyński      | 7,77 | Q     |
| 3       | Thomas Munkelt        | 7,83 | Q     |
| 4       | Günther Nickel        | 7,86 |       |
| 5       | Giuseppe Buttari      | 7,96 |       |
| 6       | Walentin Bałachniczow | 8,02 |       |

### Finał
Opracowano na podstawie materiału źródłowego.
| Miejsce | Zawodnik           | Czas |
| ------- | ------------------ | ---- |
| 1       | Frank Siebeck      | 7,71 |
| 2       | Adam Galant        | 7,76 |
| 3       | Thomas Munkelt     | 7,81 |
| 4       | Mirosław Wodzyński | 7,82 |
| 5       | Leszek Wodzyński   | 7,83 |
| 6       | Guy Drut           | 9,22 |